# Simone Decker
 (juin 2025).
Simone Decker, née en 1968 à Esch-sur-Alzette au Luxembourg[source insuffisante], est une artiste de pop-art. Elle habite et travaille à Francfort-sur-le-Main.
Elle photographie des objets sous un angle spécial pour leur donner un aspect de grandeur. 
Ses œuvres les plus connues sont les séries des Chewing-gum à Venise[source insuffisante], de So weiß, weißer geht's nicht (Borken) et des Glaçons[réf. non conforme].
Elle a représenté le Luxembourg à la Biennale de Venise et collabore régulièrement avec de nombreuses institutions (Casino Luxembourg, Centres d'art, Ville de Cherbourg, CRAC, etc. ) lors de la mise en place d'installations interrogeant la question de la perception de l'espace[réf. souhaitée]. 

## Expositions
- 1996 Forum d’art contemporain, Luxembourg
- 1999 Biennale de Venise
- 2000 Turtle-Show Berlin
- 2002 Centre national de la photographie, Paris
- 2004 Forum d’art contemporain, Luxembourg
- 2005 Crédac - Centre d'art d'Ivry, Paris
- 2013 Rouen impressionnée, Île Lacroix, Rouen
- 2016 Lourches,  hauts-de-France